# ЗАЗ-966В
ЗАЗ-966В «Запорожець» (у народі — «вухань», «вухатий», «чебурашка») — радянський легковий автомобіль особливо малого класу. Випускався на автомобільному заводі «Комунар» в місті Запоріжжі з 1966 по 1971 рік як «перехідна» модифікація «965» із двигуном — 887 куб.см, 30 к.с..
Є подальшим вдосконаленням автомобіля колишнього випуску і характеризується підвищеною комфортабельністю і експлуатаційною надійністю.
Обкатний період автомобіля встановлений в 2000 км пробігу.

## Історія
Створений у 1960 році, ЗАЗ-965 мав двигун потужністю всього 23 к.с. робочим об'ємом 0,75л.. В 1962 році — 27 к.с. і 0,9 л.. В 1966 році була змінена конструкція впускного тракту і карбюратора і потужність при цьому ж літражі була доведена до 30 к.с.. При цьому вдалось вберегти взаємозамінність вузлів основних агрегатів.
Одночасно на заводі було вжито заходів для збільшення пробігу двигуна до капітального ремонту. Починаючи з 25-30 тис. км в 1962 році цю цифру доведено в 1968 році до 75 тис. км.
Модернізований двигун МеМЗ-966 названо МеМЗ-966А. Конструктивні зміни направлені на підвищення потужності, надійності, довговічності і економічності. При дотриманні правил експлуатації новий двигун забезпечує автомобілю пробіг до першого капітального ремонту 75 тисяч кілометрів, тоді, як до модернізації, після 50 тисяч кілометрів доводилося, як правило, замінювати, ряд деталей циліндро-поршневої групи, вкладники, шатунні підшипники.
Конструктори намагались зберегти по-вузлову і, де можливо, подетальну взаємозамінність між моделями. Модернізований двигун в зборі взаємозамінний з своїм попередником. Власник «Запорожця», купленого  1962—1964 року, розпочинаючи після пробігу 40-60 тис. км ремонт двигуна, міг придбати вузли і деталі МеМЗ-966А.
У нового двигуна збільшено діаметр і змінена форма впускних клапанів в головці циліндрів. Всі деталі, якими комплектується нова головка циліндрів, крім сідла і впускного клапана, також взаємозамінні з деталями, встановленими в головках циліндрів попередніх випусків (пружини, тарілки, сухарі, клапани, напрямні тощо). Покращено оребрення, проходи для охолоджуючого повітря. Нова головка циліндрів в зборі взаємозамінна з головкою циліндрів старих випусків.
Модернізований двигун забезпечувався карбюратором К-125 виробництва Ленінградського карбюраторного заводу імені В. В. Куйбишева. Новий карбюратор відрізнявся досконалішою схемою, що підвищувала потужність і покращувала економічність двигуна. На двигуні збільшено діаметр каналу і змінено фланець для кріплення карбюратора біля впускної труби.

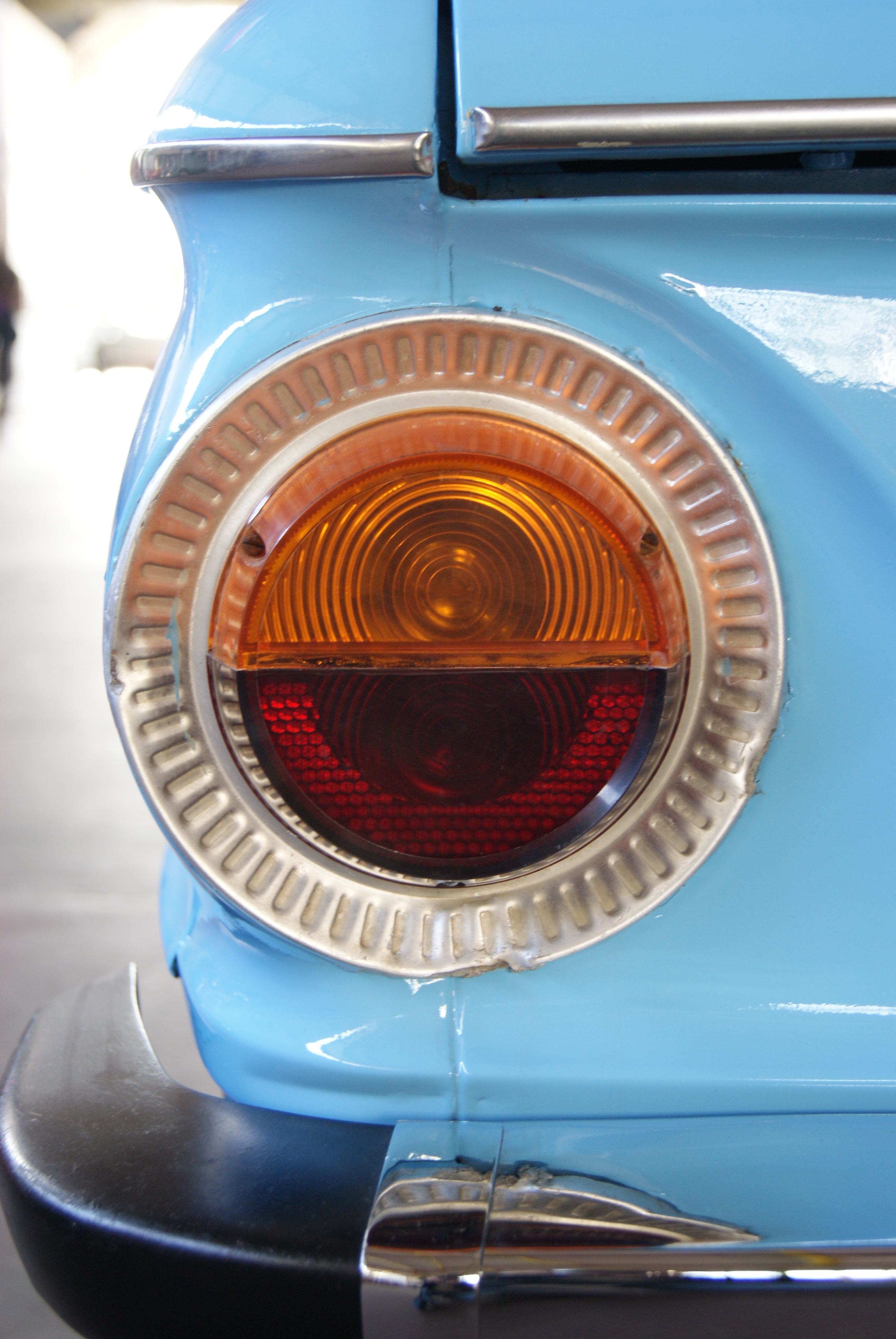
Задній ліхтар

Впускна труба в зборі з карбюратором К-125 взаємозамінна з аналогічним вузлом попередньої конструкції, фланець якої розрахований на встановлення карбюратора К-123. При установці карбюратора К-125 замість К-123 обов'язково разом з впускною трубою замінюють і повітряний фільтр.
Контрольні випробовування автомобіля з двигуном МеМЗ-966А підтвердили, що економічність і динаміка автомобіля покращились. Швидкість зросла на 8-12 км/год, а витрата палива на 100 км знизилася приблизно на 1 л.
Серйозних змін зазнав повітряний фільтр, що значно збільшило термін роботи двигуна. У фільтра менший повітряний опір, ніж у фільтра старої конструкції. Завдяки спеціальному пристрою для збереження постійної швидкості протікання повітря над мастильною ванною на різних режимах руху фільтр добре очищує повітря і на малих оборотах. Саме це було однією з основних передумов до збільшення терміну служби деталей циліндро-поршневої групи.
Замінено генератор змінного струму потужністю 250 вт замість генератора постійного струму на 165 вт. Це дозволило водієві взимку менше турбуватись за акумулятор. Це також є важливим в міських умовах, де часті зупинки і запуск двигуна.
Напрямний апарат нової конструкції в зборі з вентилятором і генератором взаємозамінний з однойменним вузлом старої конструкції. Перехід на генератор змінного струму вимагає додаткової установки на автомобілі випрямляча і реле.
Щоб покращити тепловий режим двигуна без збільшення розмірів вентиляторів і затрат потужності на його роботу, на автомобіль встановлюють оливний радіатор нової конструкції і систему дефлектування циліндрів і їх головок. Радіатор такої конструкції потребує вдвічі менше повітря, ніж попередній, для охолодження мастила до тієї ж температури. Дефлектори, прилягаючи до оребрених поверхонь, дають потрібне направлення повітряному потоку.
У нового двигуна змінена конструкція шпильок, на яких кріпляться головки циліндрів. Вони тонші в середній стержньовій частині і мають більшу можливість розтягуватися під дією сил, які виникають від теплового розширення циліндрів і головок циліндрів. Збільшуючись по довжині, шпильки не перенапружують різьбове з'єднання з картером.
Сама головка розрізана впоперек в нижній частині ребер. Головка з розрізом менше схильна до жолоблення і краще для ущільнення стика з циліндром. Поршні модифікованого двигуна мають посилену головку ступеневої форми (різні діаметри) на ділянці розташування поршневих кілець. Ці поршні взаємозамінні з поршнями старої конструкції.
Надійнішою стала система випуску відпрацьованих газів. Труби з'єднуються за допомогою фланця.
Стальна шестерня привода оливного насоса замінена на бронзову. Взаємозамінність деталі повністю збережена.
До числа інших конструктивних змін, що так чи інакше впливають на надійність і довговічність силового агрегату, треба віднести установку підшипника з сепаратором для переднього кінця валика зчеплення. Ряд змін направлено на покращення герметизації місць ущільнення.
Конструктори очікували, що при правильній експлуатації «Запорожця» пробіг 75 000 км до першого ремонту стане нормою.
| Параметри                                            | МеМЗ-966А |
| ---------------------------------------------------- | --------- |
| Діаметр циліндра, мм                                 | 72        |
| Хід поршня, мм                                       | 54,5      |
| Робочий об'єм, см³                                   | 687       |
| Максимальна потужність (при обертах в хвилину), к.с. | 30/4000   |
| Максимальний крутний момент, кгм                     | 5,5       |
| Ступінь стискування                                  | 6,5       |
| Застосовуваний бензин                                | А-72      |

Дані випробовувань:
| Показники (дані випробовувань) | Модель автомобіля |
| ------------------------------ | ----------------- |
|                                | ЗАЗ-966В          |
| Силовий агрегат                | МеМЗ-968А         |
| Максимальна швидкість, км/год  | 100               |
| Час розгону, сек:              |                   |
| від 0 до 60 км/год             | 12                |
| від 0 до 80 км/год             | 25                |
| від 0 до 100 км/год            | 50                |
| Витрата бензину, л/100 км:     |                   |
| при швидкості 60 км/год        | 6,2               |
| при швидкості 100 км/год       | 10,2              |
| Витрата оливи, г/100 км        | 60-80             |

Пробіг двигуна до капітального ремонту починаючи з 25-30 тис. км в 1962 році доведено в 1968 році до 75 тис. км. На цьому можливості агрегату «965»-«966» були практично вичерпані.

## Технічні характеристики автомобіля
| Загальні дані | Загальні дані |
| --- | --- |
| Модель | 966В |
| Число місць (включаючи місце водія) | 4 |
| Вага автомобіля суха (без корисного навантаження, масла, бензину, запасного колеса, комплекту водійського інструменту, деталей і вузлів системи опалення кузова)                                                                                    | 680 кг |
| Вага спорядженого автомобіля: | |
| * без навантаження | 740 кг |
| * з повним навантаженням | 1040 кг |
| Розподіл ваги спорядженого автомобіля з повним навантаженням по осях: | |
| * на передню ось | 40 % |
| * на задню ось | 60 % |
| Габаритні розміри (номінальні): | |
| * довжина | 3730 мм |
| * ширина | 1535 мм |
| * висота (без навантаження) | 1370 мм |
| База (відстань між осями) | 2160 мм |
| Колія передніх коліс | 1220 мм |
| Колія задніх коліс | 1200 мм |
| Дорожній просвіт (під поперечиною кріплення двигуна при повному навантаженні) | 190 мм |
| Найменший радіус повороту (по сліду зовнішнього переднього колеса) | 5,5 м |
| Кути звису (з повним навантаженням): | |
| * передній | 39о |
| * задній | 30о |
| Найбільша швидкість на горизонтальній ділянці рівного сухого шосе з двома пасажирами | 100 км/год |
| Застосовується паливо | Бензин автомобільний А-74 або А-72 (ГОСТ 2084-56) |
| Контрольна витрата бензину на 100 км пробігу влітку для справного, пройшовшого обкатку автомобіля, з повним навантаженням, при постійній швидкості 30-40 км/год на IV передачі на горизонтальному і рівному шосе                                    | 5,9 л |
| Примітка: Контрольна витрата бензину є показником, який визначає справність автомобіля і експлуатаційною витратою служити не може. Норму експлуатаційної витрати палива завод не встановлює, так як вона залежить від умов експлуатації автомобіля. | |
| Силовий агрегат | |
| Силовий агрегат складається з двигуна, зчеплення, коробки передач з головною передачею і диференціалом. | |
| Тип двигуна | Чотирьохтактний карбюраторний з верхнім розташуванням клапанів, повітряного охолодження |
| Число і розташування циліндрів | 4, V-подібне |
| Діаметр циліндра | 72 мм |
| Хід поршня | 54,5 мм |
| Робочий об'єм циліндрів | 887 см³ |
| Ступінь стискування (номінальна) | 6,5 |
| Потужність максимальна (при 4000-4200 об/хв) | 30 к.с. |
| Крутний момент, максимальний (при 2800-3000 об/хв) | 5,3 кгм |
| Порядок роботи циліндрів | 1-2-4-3 |
| Питома витрата пального, мінімальна | 275 г/е. к.с. год |
| Силова передача | |
| Зчеплення | Однодискове, сухе. Зовнішній діаметр веденого диска 170 мм. |
| Коробка передач | Механічна, чотирьохступінчата. Має чотири передачі вперед і одну назад. Шестерні другої, четвертої і третьої передач косозубі і забезпечені синхронізаторами. |
| Передаточні числа: | |
| * першої передачі | 3,73 |
| * другої передачі | 2,29 |
| * третьої передачі | 1,39 |
| * четвертої передачі | 0,964 |
| * заднього ходу | 4,76 |
| Головна передача | Пара конічних шестерень із спіральними зубами: передаточне число — 4,63 (37 і 8 зубів) |
| Диференціал | Конічний, з двома сателітами |
| Напівосі | Повністю розвантаженого типу з карданними шарнірами |
| Передача штовхаючих зусиль | Важелями задньої підвіски |
| Підвіска силового агрегату | Еластична, в трьох точках на резинових подушках |
| Ходова частина | |
| Шини | Низького тиску, безкамерні. Розмір 5,20-13» або 150Х330 |
| Підвіска передніх коліс | Незалежна, торсіонна, з додатковими пружинами, установленими на амортизатори |
| Підвіска задніх коліс | Незалежна, пружинна |
| Амортизатори | Гідравлічні, прошневі, двосторонньої дії, телескопічного типу |
| Рульове управління | |
| Тип рульового механізму | Глобоїдальний черв'як з двійним роликом; передаточне число — 17 (при середньому положенні сошки) |
| Рульове колесо | З двома спицями і з «втопленою» ступицею |
| Гальма | |
| Ножний | Колодочний, з гідравлічним приводом, діє на всі колеса. Колодки гальм плаваючі. Зазор між накладками колодок і гальмівними барабанами регулюється автоматично |
| Ручний (стояночний) | З механічним тросовим приводом, який діє на колодки задніх коліс |
| Кузов | |
| Тип кузова | Закритий, дводверний, цільнометалічний, тримальний |
| Обладнання кузова | Незалежна опалювальна установка для обігріву кузова і обдуву вітрового скла; омивач вітрового скла; речовий ящик з кришкою; два протисонячні козирка. Зеркала заднього виду — одне в салоні, друге на лівому передньому крилі; попільнички, поручні з гачками для одягу; килимки на підлозі кузова. |
| Сидіння: | |
| * передні | Роздільні, регульовані під ріст водія і пасажира. Спинки сидінь мають регульований наклон і відкидуються назад для влаштування спальних місць |
| * задні | З двомісною суцільною подушкою і спинкою |
| Вентиляція кузова | Місцева, безсквознякова, здійснюється поворотом кватирок дверей або опусканням стікол в дверях |
| Обладнання | |
| Водійський інструмент | Дві сумки з набором інструмента, насос для накачування шин, шприц, пускова рукоятка, домкрат. |
| Заправні ємності та норми | |
| Бензиновий бак | 30 л |
| Система змащування двигуна | 2,8 л (2,5 кг) |
| Повітряний фільтр | 210 г |
| Картер коробки передач і головної передачі | 1,5 л (1,3 кг) |
| Картер рульового механізму | 0,13 л |
| Система гідравлічного приводу гальм | 0,40 л |
| Передні амортизатори | 185 см³(кожен) |
| Задні амортизатори | 230 см³(кожен) |
| Регульовочні дані | |
| Зазор між стержнем клапана і носком коромисла (на холодному двигуні) | Для впускних — 0,08 мм, для випускних — 0,1 мм |
| Тиск масла (для контролю, регулюванню не підлягає) | Не менш 1,2 кг/см³ при 3000 об/хв і температурі масла 85 °C |
| Нормальна температура масла двигуна (тепловий режим) | 80-100 °C |
| Прогин ременя вентилятора | 12-15 мм |
| Зазор між контактами переривника | 0,35-0,45 мм |
| Відстань від площини роз'єму поплавкової камери до рівня бензину | 20+/-1 мм |
| Зазор між електродами свічок | 0,6-0,75 мм |
| Свобідний хід педалі зчеплення | 20-30 мм |
| Свобідний хід педалі тормоза | 3-6 мм (регулюванню не підлягає) |
| Тиск повітря в шинах: | |
| * передніх коліс | 1,5 кг/см²-1,7 кг/см² |
| * задніх коліс | 1,7 кг/см²-1,9кг/см² |
| Кут розвалу передніх коліс | 0о40'+/-0о20' |
| Сходження передніх коліс (при відстані від нижньої труби підвіски до опірної площини коліс 254 мм і стяжці коліс ззаду із зусиллям 10+/-0,5 кг) | При вимірюванні лінійкою між шинами по виступаючих частинах боковин: 1,3 мм. При вимірюванні оптичними приладами: від +8' до +23' |

## Розташування номера двигуна, шасі та кузова
Номер двигуна вибивається на правій стороні картера біля місця кріплення бензонасосу.
Номер шасі і кузова вибивається на поличці панелі передка.
Заводські номера двигуна, шасі (номер шасі є номером автомобіля) і кузова вибиті також на заводській табличці, розташованій у моторному відсіку.